# Tretanorhinus
Tretanorhinus är ett släkte av ormar som ingår i familjen snokar. Släktet tillhör underfamiljen Dipsadinae som ibland listas som familj.
Vuxna exemplar är med en längd mindre än 75 cm små ormar. De förekommer i Centralamerika, i norra Sydamerika och på öar i Västindien. Individerna simmar ofta i stående vattenansamlingar eller i långsamt flytande vattendrag med tät växtlighet intill. Tretanorhinus nigroluteus upptäcktes även i havet. Födan utgörs främst av fiskar, groddjur och grodyngel. Dessa ormar är nattaktiva. Honor lägger ägg.
Arter enligt Catalogue of Life och The Reptile Database:
- Tretanorhinus mocquardi
- Tretanorhinus nigroluteus
- Tretanorhinus taeniatus
- Tretanorhinus variabilis